# Anne de Médicis (1569-1584)
Pour l’article homonyme, voir Anne de Médicis.
Anne de Médicis (31 décembre 1569 - 19 février 1584) est le troisième enfant de François Ier de Médicis, grand-duc de Toscane et de Jeanne d'Autriche. Elle est membre de la célèbre Maison de Médicis. 

## Biographie
Anne est le troisième enfant du grand-duc François Ier de Médicis et de l'archiduchesse Jeanne d'Autriche. Elle a deux sœurs survivantes, Éléonore, duchesse de Mantoue, et Marie, reine de France. 
Son père la fiança en 1578 à Charles de Burgau, fils de Ferdinand de Tyrol, frère de sa mère. Un portrait d'Anne a été envoyé à l'archiduc. Son père a même demandé la permission en 1579 de Philippe II d'Espagne, qui était l'un des dirigeants les plus puissants de l'époque. Mais les négociations ont été annulées et le mariage n'a pas eu lieu. Il est possible qu'après l'échec des négociations, François en ait organisé d'autres pour un mariage avec Charles-Emmanuel Ier, duc de Savoie. Mais ces négociations furent également annulées et Charles-Emmanuel se maria à l'infante Catherine-Michelle d'Autriche, fille du roi Philippe. 
Anne tomba rapidement malade. Le 19 février 1584, sa sœur Éléonore envoya en son nom une lettre à leur père lui demandant de venir lui rendre visite avant qu'elle ne meure. Anne mourut le même jour, à l'âge de quatorze ans.